# Woël
Woël é uma comuna francesa na região administrativa de Grande Leste, no departamento de Meuse. Estende-se por uma área de 13,21 km². Em 2010 a comuna tinha 204 habitantes (densidade: 15,4 hab./km²).